# Шишковци
Шишко̀вци е село в Западна България. То се намира в община Кюстендил, област Кюстендил.

## География
Село Шишковци се намира в Кюстендилската котловина, на 6 км североизточно от Кюстендил, на жп линията София – Кюстендил.
Климатът е умерен, преходно-континентален, със средиземноморско влияние. Зимата е къса и не много студена. Пролетта започва рано. Лятото е продължително, сухо и топло. Есента е слънчева и суха, хубавото време често се задържа до края на ноември.
През годините селото принадлежи към следните административно-териториални единици: Община Шишковци (1949 – 1958), Община Драговищица (1958 – 1959), Община Раждавица (1959 – 1978), Община Драговищица (1978 – 1987), Община Кюстендил (от 1987 г.). 

## Население
| Година    | 1866 | 1880 | 1900 | 1920 | 1934 | 1946 | 1956 | 1965 | 1975 | 1985 | 2010 | 2020 |
| Население | 483  | 573  | 663  | 801  | 1024 | 1079 | 925  | 1036 | 1169 | 906  | 555  | 445  |

## История
Няма запазени писмени данни за времето на възникване на селото. Останките от антично селище и некропол, открити източно от селото, тракийските надгробни могили от римската епоха, свидетелстват, че районът е населяван от дълбока древност.
Шишковци е старо средновековно селище. На 28 юли 1330 г., в битката при Велбъжд, която се развила в близост до село Шишковци, между българската войска, водена от цар Михаил III Шишман Асен (1323 – 1330) и войската на Сръбското кралство, предвождана от крал Стефан Урош III Дечански (1321 – 1331), войската на Търновското царство претърпява тежко поражение, а цар Михаил Шишман е тежко ранен и три дни по-късно умира. Спомен от тази битка е името на местността „Шишманица“ в селското землище.
В турски данъчни регистри от 1570 г. е записано под името Шошковци и Шушковци към кааза Ълъджа (Кюстендил). В руска триверстова карта от 1878 г. е с името Шишковци.
Преди Освобождението Шишковци било почти изцяло чифлишко село, с десетина раетски къщи, които притежавали само около 5% от обработваемата земя. В селото турци не са живели, турците-чифликчии живеели в гр. Кюстендил. Селската земя била разпределена в 9 турски чифлика: Ефенджийския, Юсеинбеговия – собственост на Юсеин-бег Калканделията, Паланечкия – собственост на Мехмед-ага от Крива паланка, Близначкия – собственост на кюстендилския мюфтия, Трупевия – собственост на кюстендилските турци Едриз, Ибрахим и Зейнел, Османбеговия – собственост на Осман бег, Чибукчийския – собственост на Мустафа ага, потурчен българин от гр. Щип, Чучулигиния и Хаджиадемовия. След Освобождението местните селяни постепенно изкупили чифлишките земи от изселилите се турци.
През 1878 г. е открито начално училище, през 1922 г. основно училище, построена е нова училищна сграда (1935).
През 1888 г. 13 семейства се изселили в с. Тюркеше, Османпазарско, където изселили се в Анадола турци продавали земите си на много ниски цени. Това село по-късно било преименувано на Шишковица.
През 1895 г. е построена енорийската църква „Свети Архангел Михаил“. Строител на храма е дебърският майстор Серафим Йосифов Дебралия, подписал се на западната стена като „СИ М 1895“. Храмът е изписан от Евстатий Попдимитров. На иконата на Свети Георги Попдимитров оставя подпис: „1895 Ик. писец Ев. п. Димитров“.
В края на XIX век селото има 4469 декара землище, от които 274 дка ниви, 72 дка естествени ливади, 373 дка овощни и зеленчукови градини, 427 дка лозя, 424 дка селска мера и др. Основен поминък на селяните са земеделието, овощарството и животновъдството. Развити са домашните занаяти. В селото има 2 бакалници и 2 воденици.
През 1900 г. се учредява първата в Кюстендилска околия Земеделска дружба с председател Андон Виячев.
През 1908 г. е основано шишковското народно читалище „Наука“, през 1920 г. – Кредитна кооперация „Лоза“.
Открита е жп спирка (1921), а по-късно – жп.гара Шишковци (1935).
През 1925 г. е създаден синдикат за напояване и отводняване на селата Шишковци, Раждавица, Перивол и Копиловци.
Селото е електрифицирано (1935) и водоснабдено (1960). През 1942 г. се създава поща.
През 1950 г. е учредено ТКЗС „Ив. Вл. Мичурин“, което от 1979 г. е в състава на АПК „Драговищица“ – с. Драговищица. Селото се благоустроява, строят се множество нови частни и обществени сгради: стадион (1956), дом за деца и юноши (1961), търговско административна сграда, фелдшерски пункт. Голяма част от улиците са асфалтирани.
В селото е живял и творил известният художник Владимир Димитров-Майстора. Идва в с. Шишковци през есента на 1924 г., поканен от неговия приятел Андон Виячев, с когото се познават от времето на Първата световна война, в която Майстора взема участие като военен художник, а Виячев – като ротен фелдфебел. Художникът спечелва симпатиите на селяните, тяхното приятелство и доверие. В шишковското поле Майстора сътворява изкуство от световна велична. „Ако има рай на земята – това е Кюстендилският край със сърце с. Шишковци“ – споделя той в свое писмо. В селото има няколко обекта, свързани с живота и делото на Майстора. През 1972 г. е изграден центърът с дом-паметник на Владимир Димитров-Майстора, а през 1982 г. се открива и къща музей на художника.
През последните десетилетия се наблюдават силни миграционни процеси. Перспективите за развитие на селото са свързани с развитието на овощарството и туризма.

## Религии
Село Шишковци принадлежи в църковно-административно отношение към Софийска епархия, архиерейско наместничество Кюстендил. Населението изповядва източното православие.

## Обществени институции
- Кметство – Шишковци.
- Народно читалище „Владимир Димитров – Майстора 1919“ – действащо читалище, регистрирано под номер 656 в Министерство на културата на Република България. Дейности: детска фолклорна група; кръжок по изобразително изкуство; състав за художествено слово; библиотека – 17000 тома.

## Културни и природни забележителности
- Енорийска църква „Свети Архангел Михаил“ (1895) – реставрирана и обновена през 2009 г.
- Дом-паметник (комплекс) „Владимир Димитров—Майстора“. Открит на 24 ноември 1972 г. по повод 90-годишнината от рождението на Владимир Димитров-Майстора. Проектът е дело на арх. П. Ковачева. Представителна читалищна сграда с кинотеатрален салон с 303 места, библиотека с 6500 т. и читалня, камерна, изложбена, заседателна и ритуална зала, сладкарница и административни помещения. През 1982 сградата е реконструирана по проект на арх. Ю. Гумнишка. Обогатен е цялостният силует на постройката, фасадата е декорирана с мозайка (автор н.х. Ив. Кирков), във фоайето е оформен декоративен витраж (автори Ив. Пенев, К. Георгиев и Г. Велинов). Изложбената зала е филиал на Художествената галерия „Владимир Димитров Майстора“ в Кюстендил. В площадното пространство пред дома е разположен бронзов паметник на художника. В парка около сградата са пренесени тленните му останки, вградени в паметна стена.
- Къща музей „Владимир Димитров-Майстора“. Открита е на 25 юни 1982 по повод на 100-годишнината от рождението на Владимир Димитров-Майстора. Къщата е дарение от Ст. Прънкьов от с. Шишковци. Тук Майстора живее и твори през 1926 – 44. В стаята е съхранена атмосферата, в която е живял творецът. На горния етаж са експонирани фотодокументи, илюстриращи приноса му към българското и световното изобразително изкуство: предмети, свързани с неговия живот и творчество. Първият етаж на къщата е превърнат в творческа база на СБХ.
- Паметник на Владимир Димитров-Майстора Открит на 24 ноември 1972 г. Автор н.х. М. Георгиева. Изпълнен в бронз. Разположен е в площадното пространство пред дома-паметник. Паметникът е откраднат на 19 септември 2009. Възстановен е, като отливката е направена от скулптура, притежание на Националната художествена галерия. Новият паметник на Майстора е открит официално на 1 февруари 2010.

## Личности
- Андон Виячев (2.ХI.1868 – 17.I.1944). Учител (1886 – 87 и 1891 – 98), контрольор по десятъка (1888 – 1889), писар в общинското управление (1898 – 1900) в родното си село. Народен представител в XI обикновено народно събрание (1901). Съдействува активно за развитието на овощарството в с. Шишковци. През 1934 г. дарява 2000000,00 лв. на селото, като с тези средства са построени гарата и училището, което носи неговото име. Личен приятел на Владимир Димитров-Майстора, съдействува за установяването му в с. Шишковци.
- Владимир Димитров – Майстора (1882 – 1960), художник, погребан в с.Шишковци.